# 日本設計学院
日本設計学院（にほんせっけいがくいん）は、建築について建築計画を中心として学ぶ学校。
1年履修でのカリキュラム編成。計画は人間相手で素養が必要との見解から、入学条件は、東京設計学校と同様の条件としている。

## 関連校
- 東京経理学校
- 東京広告デザイナー学院
- 日本設計学院
- 青山デザイナー学院
- 東京製図学校
- 東京美術学院